# 土城仔香
土城仔香（白話字：Thô͘-siâⁿ-á-hioⁿ）:17，又名土城香，由正統鹿耳門聖母廟主辦，是香醮合一的地方性宗教活動。科醮逢丑、辰、未、戍年農曆三月中旬舉行:133，三年一科，為南瀛五大香之一。2013年1月，經台南市政府核定為台南市定民俗活動。

## 緣起
土城仔香醮是台南市安南區唯一的媽祖進香活動。鹿耳門媽原本參加西港慶安宮主辦的西港香，從1856年起出巡西港仔堡，慶安宮的香醮前往鹿耳門媽祖廟謁祖請水。清同治年間舊廟廟殿遭洪水沖毀後，改至土城仔保安宮進香、請媽祖:107,108。
1958年，台灣省戒嚴。當年度西港香戊戌科醮，除土城仔外，也至朝天宮請「北港媽」，希望借其名望避免政府干涉。而由於「北港媽」遠來是客，且土城仔媽祖須每日隨香陣出香，如同自家人，慶安宮以權宜措施改將「北港媽」安奉於醮壇上桌位置，易首為次:109,110:42,43。第三天達境收香案返慶安宮後，鹿耳門媽不肯入駕王府；經「西港五大老」跪請，聖母顯靈起駕，直衝入王府橫掃後連夜返駕土城仔。土城仔信眾知悉原由後，不甚諒解，決議退出西港香:110-115:43,45。
1961年，正統鹿耳門聖母廟凝聚青草崙「蜈蚣陣」、郭岑寮「金獅陣」、虎尾寮「宋江陣」等地陣頭及曾文溪下游信眾力量啟建「土城仔香醮」:115:50-52。

## 發展
2013年1月28日，台南市政府公告登錄「鹿耳門聖母廟土城仔香」為市定民俗，正統鹿耳門聖母廟為保存團體。
2021年10月9日，台南市文化局於永華市政中心西側廣場舉辦「刈香傳藝．陣有藝思」活動。鹿耳門聖母廟出巡大媽和西港慶安宮千歲爺同時「允筊」出席，共同欣賞藝陣表演。這是自1958年斷香事件後首次同台，被視為兩廟「破冰」、和解的里程碑。
2023年6月5日，鹿耳門聖母廟建醮辦公室宣佈次年甲辰科土城仔香「五大主會」擲筊儀式開放全台信徒參加，不限於當地「十一角頭」的居民。

## 前置作業
通常儀式開始數月前即會開始遴選五大主會爐主並成立香醮委員會，籌畫應屆香科內容，並由「鹿耳門媽」來擇定各儀式詳細日期:143:47-49。

## 儀式程序

### 造建醮場及會首壇
任會首的醮主們參加醮壇內的科儀法事。醮壇內擺放參加鑑醮的神尊，啟鼓入醮後迎請「文館媽」坐鎮「三界壇」，「武館媽」坐鎮「三清壇」，由兩位文武館媽祖負責主醮:143:50。

### 造王府、衙門
入醮前須進行「請王」儀式，打造「王府」讓代天巡狩的五府千歲及主壇神祇駐駕:143:54:41。

### 王船清倉
因聖母廟的「王船」是1913年自泉州應「鹿耳門媽祖」邀請而來，故不焚燒，只祭不送。故若在香科前夕王船內置有前次祭祀的祭品，須先行清倉整理:143,144:29。

### 豎燈篙
香科前一個月左右，聖母廟與其轄下各角頭會依廟宇座向分兩天豎立燈篙，用於昭告神明前來參加盛事，並招引無祀孤魂前來接受普渡，為祭典期間重要的標幟:144:50:118。

### 王船取水與出塢
「取水」與「出塢」多在相近時辰，王船出塢以前會恭請神祇回船上安座，並舉行開光儀式。之後廟方會請神輿帶領各會首到「古鹿耳門媽祖宮」遺址祭祀後求取祖廟之聖水，除了「請神」的意義外，也作為「王船出塢」之「開水路」儀式使用:144。

### 請佛
恭請聖母廟友宮神尊蒞臨作客、參加鑑醮。通常在香科前三天上午，由聖母廟轄內的陣頭前往廟宇迎請，傍晚回到聖母廟後再恭請上座舉行祀典大宴:144。

### 醮事起發
即為五朝祈安清醮之首日，舉行「引鼓入醮、啟斗點燈」科儀。下午蜈蚣陣至聖母廟遶廟三圈完成儀式後，舉行「送火王」儀式，在行臺衙門前以祭儀請求祝融遠離。晚間以八抬大轎恭送火王爺，前往安中路五段的鹿耳門溪畔。回到聖母廟後進行「請王大典」：先「焚油除穢」，再為會首、工作人員與信徒「過火除穢」，然後進行「請王」，五府千歲返駕後，「五王殿」即成為醮典中的「王府」:144,145。

### 三日刈香
每科香路略有變動，大致上以曾文溪兩岸附近的庄頭為主。主要由鹿耳門聖母廟「鎮殿大媽」掛帥出巡，每日會再擇請五府千歲其中一位陪同鹿耳門媽出巡。出巡日之清晨六時便於王府內圈「路關」蓋印，先鋒官「學甲寮慈興宮」進入衙門領旨，其他參與出巡遶境之友宮隨即依序參拜，參加出香的友宮神轎全部離開後才會輪到主帥轎「鹿耳門媽」鑾轎啟程。同時，廟內進行的「消災祈安」醮儀，以及廟內、廟外各項儀典如放水燈、普渡、敬獻等:145,146:29,30,84。

### 圓醮
清醮最後一天，各主會賞兵謝壇，並在數日內接續進行「王船入塢」、「謝燈篙」、「謝王府」等儀式作為土城仔香的收尾:146。

## 參與村鄉與陣頭
土城仔香由下列「十一角頭」各別舉辦的地方文武陣頭組成:136,157:25:120：
| 角頭             | 廟宇           | 所屬行政區（里） | 陣頭           | 備註                     |
| ---------------- | -------------- | ---------------- | -------------- | ------------------------ |
| 溪埔仔           | 福聖宮         | 學東里           |                |                          |
| 砂崙腳           | 清聖宮         | 砂崙里           | 八家將         | 駕前。                   |
| 下十份塭         | 聖安宮         | 砂崙里           |                |                          |
| 西北寮（青草崙） | 紫金宮         | 青草里           | 百足真人蜈蚣陣 | 土城仔香特色之一。       |
| 中州角           | 保洲宮         | 城東里           | 牛犁歌、鬥牛陣 | 已解散。                 |
| 土城角           | 以爐主形式輪值 | 城東里           | 七仙女陣       | 僅維持二到三科，已解散。 |
| 郭岑寮           | 聖岑宮         | 城北里           | 金獅陣         |                          |
| 蚵仔寮           | 以爐主形式輪值 | 城中里           | 宋江白鶴陣     |                          |
| 虎尾寮           | 伍聖宮         | 城南里           | 宋江陣         |                          |
| 鄭仔寮           | 以爐主形式輪值 | 城南里           |                |                          |
| 港仔西           | 崇聖宮         | 城西里           | 鼓花陣         | 已解散。                 |